# Frederik Macody Lund

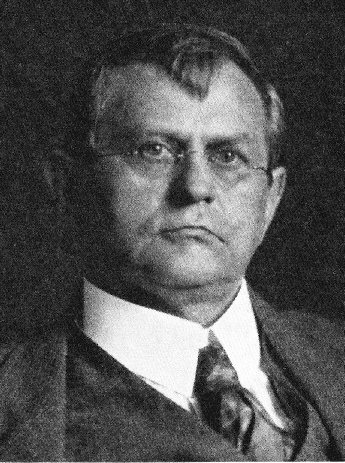
Frederik Macody Lund (1863-1943)

Julius Frederik Macody Lund, född 18 november 1863, död 16 december 1943, var en norsk historiker.
Macody Lund var från 1908 statsstipendiat för ekonomisk-historiska studier. Han utgav Norges økonomiske System og Værdiforhold i Middelalderen (1909) och tog en framskjuten del i striderna om restaureringen av Nidarosdomen genom det stora arbetet Ad quadratum (1909), där han utvecklade tankar om det gyllene snittet som grundläggande för antikens och medeltidens sakrala byggnadskonst. En expertkommission uttalade sig mot systemets användande vid restaureringsarbetet, vilket Lund svarade på i Ad quadratum 2 (1928).